# Phyllastrephus albigula
A Phyllastrephus albigula a madarak (Aves) osztályának verébalakúak (Passeriformes) rendjébe, ezen belül a bülbülfélék (Pycnonotidae) családjába tartozó faj.

## Rendszerezése
A fajt Hermann Grote német ornitológus írta le 1919-ben, a Macrosphenus nembe Macrosphenus albigula néven. Korábban a karcsú bülbül (Phyllastrephus debilis) alfajaként sorolták be Phyllastrephus debilis albigula néven.

## Előfordulása
Afrika keleti részén, Tanzánia területén honos. Természetes élőhelyei a szubtrópusi vagy trópusi síkvidéki és hegyi esőerdők. Állandó, nem vonuló faj.

## Természetvédelmi helyzete
Az elterjedési területe kicsi, egyedszáma pedig csökken. A Természetvédelmi Világszövetség Vörös listáján mérsékelten fenyegetett fajként szerepel.